# Copa Merlion
La Copa Merlion es un torneo de fútbol que se celebró en Singapur cada año entre 1982 y 1986, en 1992, 2009 y 2019. Participan equipos seleccionados nacionales absolutos, selecciones olímpicas y clubes.

## Palmarés
| Año  | Campeón            | Subcampeón       | Tercer lugar                | Cuarto lugar     |
| ---- | ------------------ | ---------------- | --------------------------- | ---------------- |
| 1982 | Australia          | Corea del Sur B  | Indonesia                   | Malasia          |
| 1983 | Australia          | Singapur         | China                       | Corea del Sur B  |
| 1984 | Irak               | Corea del Sur B  | Australia XI                | Países Bajos XI  |
| 1985 | Yugolasvia Amateur | Singapur         | Eintracht Frankfurt Amateur | Malasia          |
| 1986 | China              | Corea del Norte  | Canadá                      | Singapur         |
| 1992 | Corea del Sur B    | China            | Singapur                    | Lokomotiv Moscú  |
| 2009 | Liverpool FC       | Singapur         | ?                           | ?                |
| 2019 | Singapur sub-22    | Tailandia sub-22 | Indonesia sub-22            | Filipinas sub-22 |

## Títulos por país
| País                      | Títulos | Subtítulos | Años campeón |
| ------------------------- | ------- | ---------- | ------------ |
| Australia                 | 2       | 0          | 1982, 1983   |
| Singapur/ Singapur sub 22 | 1       | 3          | 2019         |
| Corea del Sur B           | 1       | 2          | 1992         |
| China                     | 1       | 1          | 1986         |
| Irak                      | 1       | 0          | 1984         |
| Yugolasvia Amateur        | 1       | 0          | 1985         |
| Liverpool FC              | 1       | 0          | 2009         |
| Corea del Norte           | 0       | 1          |              |
| Tailandia sub-22          | 0       | 1          |              |